# کتابخانه مرکزی و مرکز اسناد دانشگاه تهران
کتابخانهٔ مرکزی و مرکز اسناد دانشگاه تهران یا به اختصار کتابخانهٔ مرکزی دانشگاه تهران، بزرگ‌ترین کتابخانهٔ دانشگاهی ایران است. در سال ۱۳۲۸ که سید محمد مشکات مجموعهٔ نفیس کتاب‌های خطی خود را به دانشگاه تهران اهدا کرد، بنیان این کتابخانه گذاشته شد. کتابخانهٔ مرکزی در ۱۳۴۶ خورشیدی از ادارهٔ انتشارات دانشگاه تهران مستقل شد و نخستین مدیرش ایرج افشار بود. ساختمان کنونی کتابخانه مساحتی بالغ بر ۲۲٬۰۰۰ متر مربع دارد و مشتمل بر ۹ طبقه است. این بنا در سال ۱۳۵۰ افتتاح شد و در مرکز محوطهٔ دانشگاه تهران، در جنوب مسجد دانشگاه واقع است. کتابخانهٔ مرکزی و مرکز اسناد دانشگاه تهران دارای پانزده بخش متفاوت است؛ از جمله بخش نسخه‌های خطی که از مهم‌ترین و باارزش‌ترین بخش‌های این مجموعه است و بخش نشریات ادواری که تهیه، سازماندهی، صحافی و تهیه آرشیو از مجلات و روزنامه‌هایی به زبان‌های مختلف را به عهده دارد. این بخش دارای بخش‌های خدمات فنی پیایندها، مخزن روزنامه‌های فارسی، مخزن مجلات فارسی و مخزن پیایندهای لاتین است. در کتابخانه مجازی این مجموعه ۴۱٬۰۰۰ رسالهٔ دکتری و پایان‌نامهٔ کارشناسی‌ارشد و بیش از ۱۲٬۰۰۰ نسخه خطی منتشر شده است.
یکی از خدمات کتابخانه مرکزی و مرکز اسناد دانشگاه تهران بخش تالارهای آن است. این کتابخانه در مجموع ۹ تالار دارد که عبارت است از تالار ابوریحان بیرونی (تالار ادبیات و علوم انسانی)، تالار سیدمحمدعلی جمالزاده (تالار علوم و فنون)، تالار اقبال لاهوری (تالار مرجع)، تالار رشیدالدین فضل‌الله همدانی (مطالعات ایران‌شناسی)، تالار خواجه نصیرالدین طوسی (تالار کتاب‌های کمیاب و مجموعه‌های ویژه)، تالار نشریات، تالار محمدتقی دانش‌پژوه (منابع آرشیوی)، تالار پایان‌نامه‌ها و تالار اطلاع‌رسانی. این مجموعه تاکنون ۱۴ مدیر را به خود دیده است و از دی ۱۴۰۳ ریاست آن را رسول جعفریان برعهده دارد.

## تاریخچه
سید محمد مشکات در سال ۱۳۲۸ خورشیدی با اهدای مجموعه ۱۳۲۹ نسخه خطی به دانشگاه تهران، اساس و بنیان تأسیس این کتابخانه را آماده کرد. پس از این، یکی از کارهای روسای این دانشگاه، جمع‌آوری کتاب‌های خطی بود تا منبع این کتابخانه غنی‌تر بشود. سرانجام در یک مهرماه سال ۱۳۴۳ خورشیدی، فرایند ساخت بنای این کتابخانه کلید خورد. در نهایت در سال ۱۳۴۶ خورشیدی، مدیریت این کتابخانه مستقل شد و ایرج افشار به ریاست کتابخانه مرکزی منصوب و سید حسین نصر نیز به عنوان رئیس شورای کتابخانه مرکزی که مشتمل بر ۱۶ نفر بود، انتخاب شد. به این ترتیب، بهره‌برداری از ساختمان جدید (و نیمه‌تمام) کتابخانه مرکزی در شهریور ۱۳۴۹ آغاز و دیگر کتاب‌های خطی موجود در دانشکده‌های این دانشگاه به ساختمان جدید منتقل شد. بالغ بر بیست میلیون تومان از اعتبارات سازمان برنامه صرف هزینه‌های ساختمانی و تأسیس آن شد.
بنای ساختمان مرکزی در سال ۱۳۵۰ رسماً افتتاح شد. همچنین، انتشارات کتابخانه مرکزی و مرکز اسناد را که شامل انتشار کتاب‌ها، فهرست‌ها و جزوات بود، ایرج افشار در سال ۱۳۵۰ پایه‌گذاری کرد. این کتابخانه هم‌اکنون بزرگ‌ترین کتابخانهٔ دانشگاهیِ ایران است.
کتابخانهٔ مرکزی در سال ۱۳۴۶ هجری شمسی به عضویت فدراسیون بین‌المللی انجمن‌ها و مؤسسات کتابداری درآمد. در سال ۱۳۵۳ نام مرکز اسناد به عنوان کتابخانهٔ مرکزی افزوده شد.
در سال ۱۳۸۵ کتابخانه مرکزی به عضویت کمیته ملی حافظه جهانی درآمد و همواره نماینده کتابخانه در ثبت آثار مستند در فهرست آثار جهانی یونسکو فعال بوده است. همچنین این کتابخانه در سال ۱۳۸۹ به کنسرسیوم محتوای ملی ایران پیوست.
در طول ۵۰ سال فعالیت کتابخانه مرکزی در ساختمان یاد شده، برای توسعه کتابخانه مطابق با نیازهای روز تغییراتی در ساختمان صورت گرفته است. عمده‌ترین این تغییرات مربوط به ایجاد فضاهای جدید عبارتند از: ایجاد ۲ کارگاه آموزشی در زیرزمین کتابخانه در سال ۱۳۹۰، ساخت اتاق شورا در طبقه همکف در سال۱۳۹۰، ایجاد تالارِ همایش ایرج افشار با گنجایش ۱۳۳ نفر برای همایش‌های محدود در سال ۱۳۸۹، بازسازی مخزن ۴ و انتقال نسخه‌های خطی و آثار آرشیوی به آنجا جهت حفاظت بیشتر از این آثار در سال ۱۳۹۲، تأسیس استودیوی ویژه گویاسازی کتاب برای دانشجویان نابینا در سال ۱۳۹۴، ایجاد موزه کتابخانه مرکزی در سال ۱۳۹۷، ایجاد مرکز اسناد تاریخ دانشگاه تهران در سال ۱۳۹۷، ساخت تالار و مخزن ویژه نشریات در زیرزمین کتابخانه در سال۱۳۹۷

## ساختمان
ساختمان کنونی کتابخانه مرکزی و مرکز اسناد دانشگاه تهران دارای مساحتی بالغ ۲۲٬۰۰۰ متر مربع و مشتمل بر ۹ طبقه است. زیربنای آن ۱۸٬۶۰۰ مترمربع است و سازه‌اش قاب بتنی است.
حجم‌های خالص، نمایان بودن عناصر سازه‌ای، تأکید بر لبه‌ها و سطوح وسیع شیشه‌ای که فرمی تندیس‌وار دارد، نشان از تأثیر گرفتن این بنا از معماری مدرن دارد.
محل قرارگیری نمایشگاه‌ها، رستوران، بوفه، واحد سمعی و بصری و تأسیسات در زیرزمین کتابخانه و تالار اجتماعات (تالار علامه امینی)، بخش اداری، تالار مطالعه نشریات و ریاست کتابخانه در همکف است. همچنین، تالار کتاب‌های مرجع، تالارهای مطالعه، تالار امانات، مطالعه انفرادی و سایت رایانه نیز در طبقهٔ اول قرار دارد. طبقه دوم این ساختمان، مربوط به بخش تأسیسات و طبقات سوم تا پنجم، محل مخزن کتب فارسی و لاتین، پایان‌نامه‌ها و آرشیو مجلات است. ششمین طبقه ساختمان کتابخانه مرکزی و مرکز اسناد دانشگاه تهران به تالار مطالعه پایان‌نامه‌ها و اسناد اختصاص یافته و طبقه هفتم این ساختمان نیز محل آرشیو مطبوعات و مجلات اختصاص است.
طراح این ساختمان بهمن پاک‌نیا بود و پرویز مؤیدعهد هم در طراحی آن همکاری داشت.
این بنا در سال ۱۳۵۰ هجری شمسی افتتاح شد. تا پیش از آن، امور کتابخانهٔ مرکزی در زیرزمین ساختمان مرکزی، زیرزمین دانشکده علوم و اتاق‌های مسجد دانشگاه انجام می‌شد.
محوطه‌ای که کتابخانهٔ مرکزی در آن احداث شد، در مرکز دانشگاه و جنوب ساختمان مسجد بود و پیشتر به مجموعه‌ای از زمین‌های تنیس اختصاص داشت.
هزینهٔ احداث آن در سال ۱۳۴۳ برابر ۱۲۳٬۹۹۴٬۲۰۰ ریال برآورد شده بود.

## ساختار سازمانی کتابخانه مرکزی
کتابخانه مرکزی و مرکز اسناد یکی از ادارات کل زیر مجموعه معاونت پژوهشی دانشگاه است. بر اساس ساختار جدید مصوب ۹ آذر ۱۳۹۸، کتابخانه مرکزی و مرکز اسناد دانشگاه، متشکل از رئیس، دو معاونت، دو اداره و پانزده واحد است. ریاست کتابخانه از بین اعضای هیئت علمی دانشگاه تهران به مدت ۳ سال به پیشنهاد معاونت پژوهشی و با حکم ریاست دانشگاه انتصاب می‌شود. معاونت فنی که وظیفه برنامه‌ریزی و نظارت بر کلیه فعالیت‌های دو اداره فراهم‌آوری و ساماندهی منابع و اداره فناوری اطلاعات و منابع دیجیتال را برعهده دارد و معاونت اجرایی که علاوه بر نظارت بر واحد امور اداری و واحد روابط عمومی، نظارت بر امور اجرایی مرتبط با واحد خدمات مراجعان، اداره تالارها؛ واحد نابینایان و واحد آسیب‌شناسی و مرمت کتاب را نیز بر عهده دارد. همچنین نظارت بر و رسیدگی به کلیه امور مالی و عمرانی کتابخانه مرکزی از مهم‌ترین وظایف این معاونت است. دو اداره فراهم‌آوری و ساماندهی منابع و اداره فناوری اطلاعات و منابع دیجیتال نیز بر اجرای امور تخصصی در کتابخانه نظارت می‌کنند.

## واحدهای کتابخانه
واحدهای کتابخانه مرکزی و مرکز اسناد دانشگاه تهران عبارتند از:
1. آسیب‌شناسی و مرمت کتب
2. امور اداری
3. امور مالی
4. خدمات ارجاعی
5. اداره تالارها
6. خدمات نابینایان
7. روابط عمومی و امور بین‌الملل
8. فراهم آوری
9. فهرست نویسی
10. نسخه‌های خطی و منابع آرشیوی
11. نشریات ادواری
12. خدمات فناوری اطلاعات
13. دیجیتال سازی
14. پایان‌نامه‌ها
15. تأمین منابع الکترونیک

## تالارها

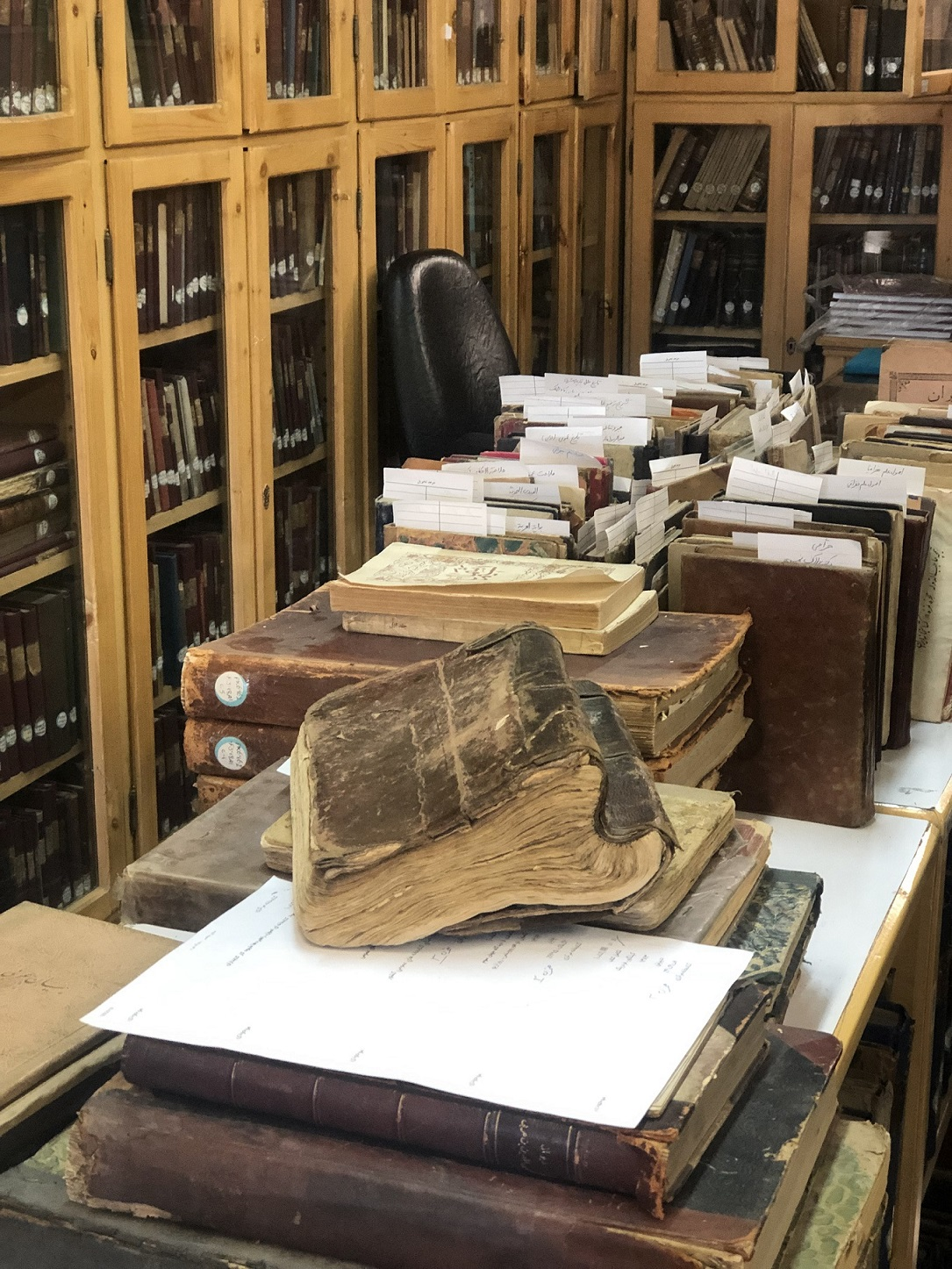
کتاب‌های قدیمی در کتابخانه مرکزی

کتابخانه مرکزی و مرکز اسناد دانشگاه تهران دارای نه تالار است که کار خدمات رسانی را انجام می‌دهند. این تالارها عبارتند از:
تالار ابوریحان بیرونی (تالار ادبیات و علوم انسانی)
این تالار با مساحت ۱۰۰۰ متر مربع و گنجایش ۱۸۸ صندلی در ضلع غربی طبقه اول کتابخانه واقع شده است. این تالار در سال ۱۳۵۲ به مناسبت هزارمین سال تولد دانشمند ایرانی ابوریحان بیرونی (۳۶۲–۴۴۰ق) به نام وی نام‌گذاری شد. در این تالار کتاب‌های رده ادبیات، تاریخ و هنر وجود دارد. در این تالار درحدود ۶۰۰۰۰ جلد کتاب در موضوعات یادشده به زبان‌های فارسی، عربی و لاتین موجود است. تالار مذکور به صورت قفسه باز اداره و کتاب‌های آن امانت داده می‌شوند.
تالار سیدمحمدعلی جمالزاده (تالار علوم و فنون)

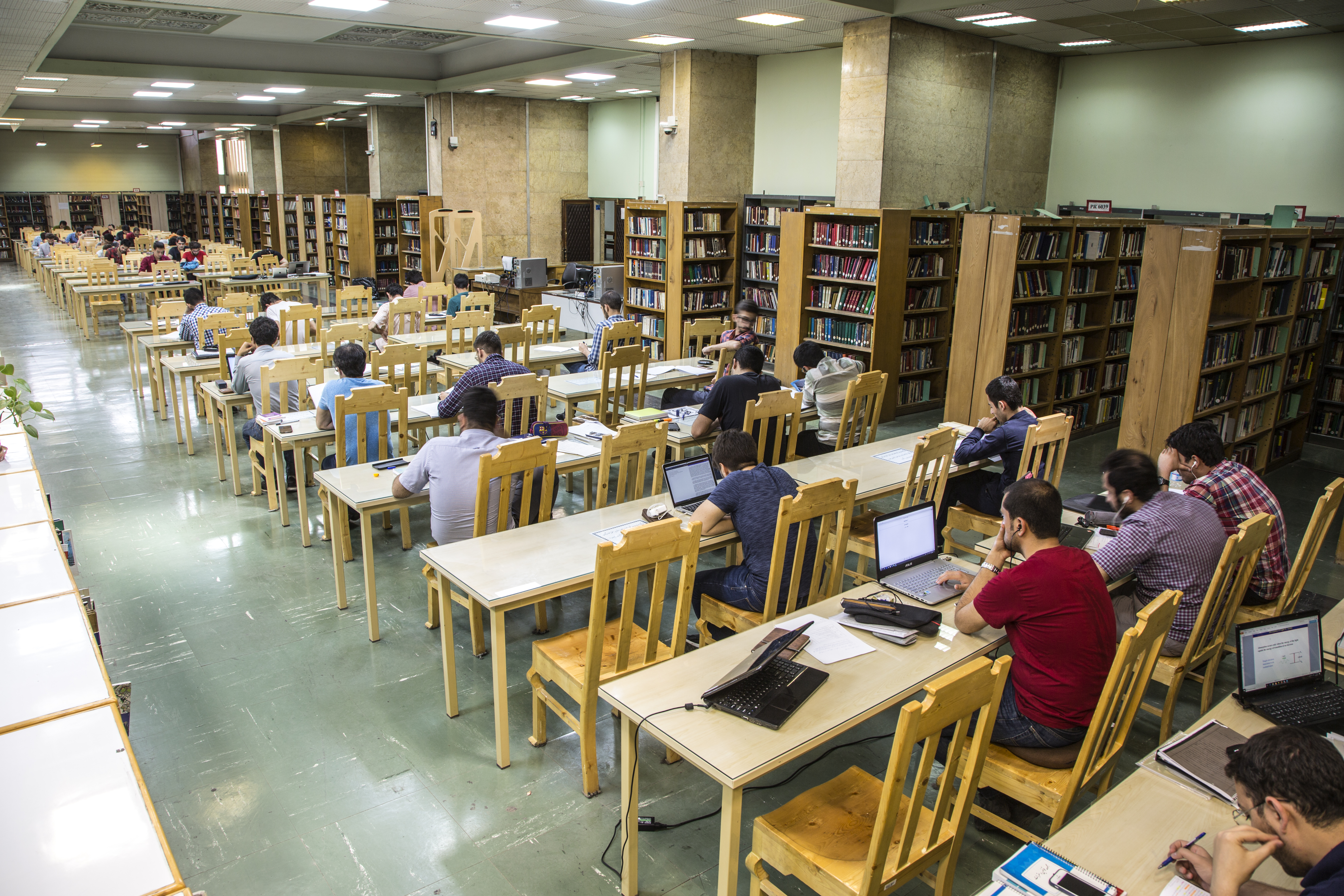
تالار سیدمحمدعلی جمالزاده کتابخانه مرکزی و مرکز اسناد دانشگاه تهران

این تالار در سال ۱۳۸۳ به این نام نام‌گذاری شد و با گنجایش ۱۶۰ صندلی در جنوب شرقی طبقه اول کتابخانه قرار گرفته است. این تالار به کتاب‌های رده علوم و فنون مانند کشاورزی، مهندسی، ریاضی و طبیعیات اختصاص دارد. اکنون، درحدود ۲۳۰۰۰ جلد کتاب در موضوعات یاد شده در این تالار نگهداری می‌شوند. مجموعه کتاب‌های اهدایی سید محمدعلی جمالزاده نیز که شامل ۲۵۰۰ جلد است، در محل ویژه‌ای در این تالار نگهداری می‌شود.
بر روی اغلب این کتاب‌ها یادداشت‌هایی با دستخط جمال‌زاده وجود دارد.
تالار اقبال لاهوری (تالار مرجع)
تالار مرجع با گنجایش ۲۷ صندلی در ضلع جنوب غربی طبقه اول کتابخانه واقع است. نام اقبال لاهوری در سال ۱۳۸۳ بر این تالار نهاده شد. اکنون، بیش از ۱۸۰۰۰ جلد کتاب مرجع به زبان‌های فارسی و عربی و زبان‌های خارجی در این تالار وجود دارد.
تالار رشیدالدین فضل‌الله همدانی (مطالعات ایران‌شناسی)

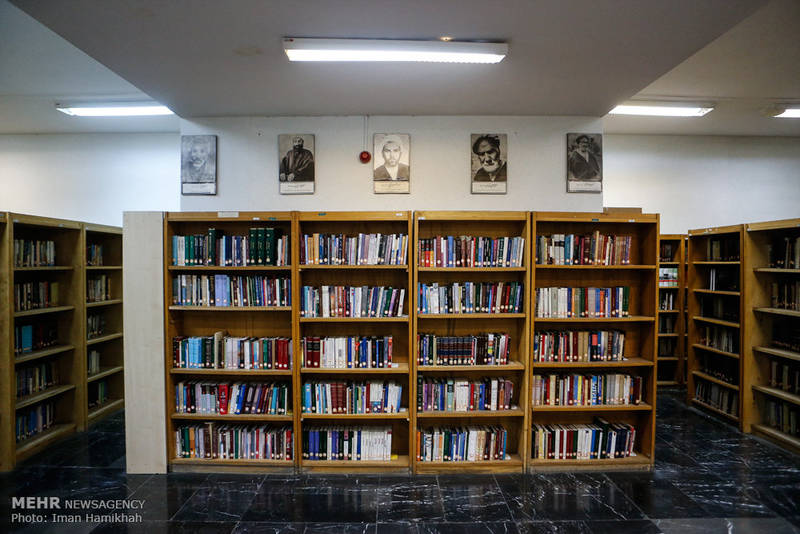
تالار رشیدالدین فضل‌الله همدانی کتابخانه مرکزی و مرکز اسناد دانشگاه تهران

این تالار با مساحت ۳۰۰ متر مربع و گنجایش ۳۰ صندلی در ضلع شرقی طبقه همکف قرار دارد. این تالار در سال ۱۳۴۶ به نام خواجه رشیدالدین فضل‌الله همدانی (۶۴۸–۷۱۸ق)، دانشمند و مورخ ایرانی، نام‌گذاری شد. مجموعه این تالار شامل آثار پژوهشی و مرجع ادبیات فارسی، تاریخ ایران، باستان‌شناسی، علوم اسلامی و هنر ایران به زبان فارسی، عربی و زبان‌های خارجی است. اکنون بیش از ۳۰۰۰۰ جلد کتاب در این تالار وجود دارد. مجموعه کتاب‌های اهدایی علی لاریجانی و حسن تاجبخش در این تالار نگهداری می‌شوند.
تالار خواجه نصیرالدین طوسی (تالار کتاب‌های کمیاب و مجموعه‌های ویژه)
تالار خواجه نصیر با گنجایش ۱۸ صندلی در جنوب شرقی طبقه همکف قرار دارد. این تالار در ۶ بهمن ۱۳۸۰ افتتاح و به نام خواجه نصیرالدین طوسی (۵۹۷–۶۷۲ق)، فیلسوف و دانشمند ایرانی، نام‌گذاری گردید. مجموعه کتاب‌های کمیاب و چند مجموعه ویژه کتابخانه در این تالار نگه‌داری می‌شوند که اکنون بیش از ۳۰٫۰۰۰ جلد کتاب را دربرمی‌گیرد. سفرنامه جهانگردان اروپایی به ایران چاپ قرن‌های هفده و هجده میلادی، کتاب‌های کهن چاپ و کمیاب فارسی چاپ اروپا، مصر، ترکیه، هند و پاکستان، نخستین کتاب‌های فارسی چاپ سربی در ایران از جمله کتاب‌های «چاپ معتمدی»، آثار چاپ شده در ایران تا پیش از سال ۱۳۲۰ خورشیدی و آثاری از چاپخانه‌های دولتی و غیردولتی دوره ناصری از جمله کتاب‌های موجود در این تالار است. مجموعه‌های اهدایی علی اصغر حکمت، یحیی مهدوی، حسنعلی غفاری و سعید نفیسی و مجموعه‏ ابراهیم پورداوود در این تالار نگهداری می‌شوند. مجلات فارسی و لاتین حدود یک سال و روزنامه‌ها به مدت یک هفته در این تالار نگهداری می‌شوند و پس از آن به صورت دوره‌های صحافی‌شده به مخازن کتابخانه منتقل می‌شوند.
تالار نشریات
تالار نشریات با مساحت ۳۷۰ متر مربع در طبقه منفی یک کتابخانه واقع شده است. دوره‌های صحافی‌شده همهٔ مجلات فارسی و عربی موجود در کتابخانه، شامل بیش از ۳۰۰۰ عنوان و ۳۱۱۰۰ مجلد، در این تالار قرار گرفته است. فایل مجله‌ها و روزنامه‌هایی که اسکن و دیجیتال شده‌اند نیز، در این تالار در اختیار مراجعان قرار می‌گیرد.
تالار محمدتقی دانش‌پژوه (منابع آرشیوی)
این تالار در طبقه همکف کتابخانه قرار دارد و کار خدمات‌رسانی نسخه‌های خطی، میکروفیلم‌ها و کتاب‌های چاپ سنگی را عهده‌دار است. در این تالار مجموعه‌ای بالغ بر ۲۰۰۰ جلد، شامل فهرست‌های نسخه‌های خطی، میکروفیلم‌ها، اسناد و عکس‌های تاریخی (شامل ۲۲٬۰۰۰ قطعه عکس تاریخی از رجال، مناظر و ابنیه ایران مربوط به دوره قاجار و پهلوی) و کتاب‌های چاپ سنگی کتابخانه‌های مختلف ایران و جهان به زبان‌های فارسی، عربی و زبان‌های خارجی وجود دارد. این تالار در سال ۱۳۸۳ به گرامی‌داشت محمدتقی دانش‌پژوه (۱۲۹۰–۱۳۷۵)، کتاب‌شناس، فهرست‌نگار و نسخه‌پژوه، که در گردآوری و شناسایی و معرفی مجموعه نسخه‌های خطی و میکروفیلم‌های کتابخانه نقش بسیار مهمی داشته است، نام‌گذاری گردید. این تالار ابتدا در طبقه اول کتابخانه قرار داشت و سپس به طبقه همکف کتابخانه منتقل گردید.
تالار پایان‌نامه‌ها
تالار پایان‌نامه‌های دیجیتال کتابخانه مرکزی و مرکز اسناد دانشگاه تهران با بیش از ۱۱۰ هزار عنوان پایان‌نامه فارسی، عربی و لاتین در مقاطع کارشناسی، کارشناسی ارشد و دکتری در طبقه اول کتابخانه قرار دارد. این تالار مجهز به ۵۰ دستگاه رایانه است.
تالار اطلاع‌رسانی
این تالار در ۱۸ مهرماه ۱۳۷۹ افتتاح یافت و با گنجایش ۵۰ دستگاه رایانه در انتهای طبقه اول قرار دارد. این تالار با همکاری مرکز انفورماتیک دانشگاه تأسیس شد و خدمات اینترنت، خدمات تأمین مدرک (DSS) و جستجو در پایگاه‌های اطلاعاتی علمی برای اعضای هیئت علمی و دانشجویان مقاطع کارشناسی ارشد و دکتری دانشگاه تهران ارائه می‌کند.

## سازماندهی و فهرست‌نویسی
در کتابخانه مرکزی سازماندهی و فهرست‌نویسی کتاب‌ها و نشریات مطابق با نظام رده‌بندی کنگره آمریکا (LC) و گسترش رده‌بندی کتابخانه ملی ایران انجام می‌شود. پایان‌نامه‌ها، نسخه‌های خطی، اسناد، نقشه‌ها و مدارک چاپی غیر کتابی بر مبنای استانداردهای مارک (MARC) فهرست‌نویسی می‌شوند.
از سال ۱۳۹۷ نرم‌افزار جامع کتابخانه‌های دانشگاه تهران از اوراکل به آذرسا تغییر یافت و همه اطلاعات کتابخانه به این سامانه که از قابلیت‌های بیشتری برخوردار بود، انتقال یافت. به تازگی کتابخانه دیجیتال سامانه آذرسا نیز در کتابخانه مرکزی راه‌اندازی شده و اطلاعات کتابخانه دیجیتال در حال بارگذاری است.

## نشریات ادواری (پیایندها)

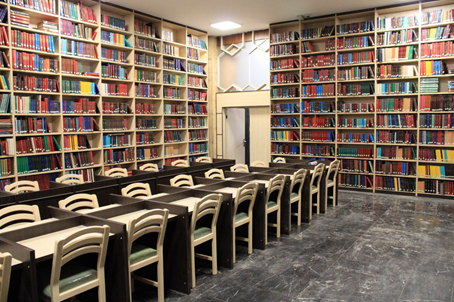
گوشه‌ای از تالار نشریات کتابخانه مرکزی و مرکز اسناد دانشگاه تهران

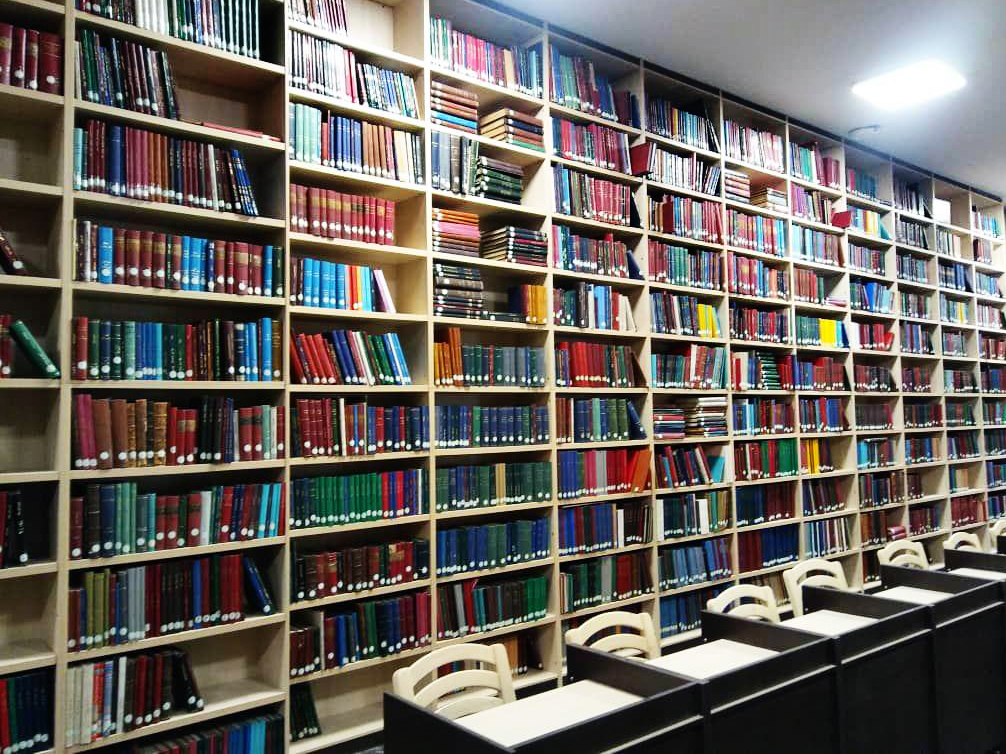
بخش پیایندها کتابخانه مرکزی و مرکز اسناد دانشگاه تهران

بخش نشریات ادواری یا پیایندها با هدف تهیه، سازماندهی، صحافی و تهیه آرشیو از مجلات و روزنامه‌های فارسی و دیگر زبان‌های با قلم شرقی و انگلیسی و دیگر زبان‌های با قلم غربی یکی از مهم‌ترین بخش‌های کتابخانه مرکزی و مرکز اسناد است و نقشی مهم در چرخه تولید دانش دارد. تهیه منابع در این بخش از سه طریقهٔ خرید از ناشر، اهدا، یا مبادله صورت می‌گیرد. از آنجا که این کتابخانه بر اساس مصوبه شورای عالی انقلاب فرهنگی، مشمول طرح واسپاری وزارت فرهنگ و ارشاد اسلامی است، کلیه ناشران باید حداقل یک نسخه از کتاب‌های منتشرشده در ایران را که تیراژ بالای ۲٬۰۰۰ نسخه داشته باشد، به این کتابخانه اهدا کنند.

این بخش شامل ۴ قست است که عبارتند از:
1. خدمات فنی پیایندها: این بخش اولین نقطه ورود مجلات و روزنامه‌ها به‌شمار می‌رود. سازماندهی مجلات فارسی و لاتین در این بخش بر اساس قواعد فهرست نویسی انگلوامریکن و مطابق با نظام رده‌بندی کتابخانه کنگره آمریکا و همچنین گسترش‌های رده‌بندی کتابخانه ملی جمهوری اسلامی ایران انجام می‌شود. اطلاعات این منابع پس از صحافی، وارد کاردکس مربوط و سامانه کتابخانه‌های دانشگاه تهران می‌گردد؛ سپس آماده‌سازی و به جایگاه خود ارسال می‌شود.
2. مخزن روزنامه‌های فارسی: این بخش، مخزن آرشیو و ارائه خدمات همهٔ روزنامه‌های فارسی، عربی و دیگر زبان‌های شرقی و مجلات بسیار قدیمی است. مجموعه نشریاتی که در این بخش نگهداری می‌شوند، از نظر قدمت تاریخی از دوره قاجار تا کنون را شامل می‌شود و از بزرگ‌ترین مجموعه‌های نشریات فارسی در ایران به‌شمار می‌رود.
3. مخزن مجلات فارسی: مجلات در این مخزن بر اساس نظام رده‌بندی کنگره و در هر رده، بر اساس ترتیب تاریخ انتشار قرار می‌گیرد. منابع موجود در این بخش شامل ۲۸۲۰ عنوان مجله فارسی ساماندهی‌شده، مشتمل بر ۳۱۱۰۰ مجلد صحافی‌شده، بالغ بر ۲۰۰ عنوان نشریه قدیمی ساماندهی‌نشده، و ۱۹۳۷ عنوان روزنامه فارسی و عربی، مشتمل بر ۸۸۵۰ مجلد صحافی شده است.
4. مخزن پیایندهای لاتین: مجلات در این مخزن بر اساس نظام رده‌بندی کنگره و در هر عنوان بر اساس ترتیب تاریخ انتشار قرار می‌گیرد. جستجو و بازیابی منابع موجود در این بخش از طریق سامانه کتابخانه‌های دانشگاه تهران و همچنین از طریق کاردکس‌های موجود در بخش نشریات ادواری با نظم الفبایی عنوان نشریات امکان‌پذیر است. در این مخزن نزدیک به ۳۰۰۰ عنوان مجله و ۱۰۲ عنوان روزنامه است.[۳۱]

## نسخه‌های خطی
خدمات مرتبط با مجموعهٔ نسخه‌های خطی کتابخانهٔ مرکزی در سه تالار خواجه نصیرالدین طوسی، محمدتقی دانش‌پژوه و رشیدالدین فضل‌الله همدانی ارائه می‌شود.
برخی از نسخه‌های خطی مهمی که در این مجموعه وجود دارند، عبارتند از: نسخه خمسه نظامی، نمونهٔ منحصربه‌فردی از شاهنامه فردوسی، نسخه خطی وندیداد، نسخه خطی ذخیره خوارزمشاهی و مسالک و ممالک. برخی از این‌ها ثبت حافظه جهانی هم شده‌اند. قدیمی‌ترین نسخه خطی موجود در این کتابخانه با نام مجمل اللغه از ابوالحسین احمدبن فارس رازی قزوینی معروف به ابن فارس است که سال کتابت آن به سال ۴۷۹ قمری برمی‌گردد. این مجموعه تا سال ۱۳۸۷ شامل حدود ۱۷٬۰۰۰ جلد کتاب خطی به زبان‌های فارسی، عربی و ترکی بود.

## کتابخانه مجازی
در خرداد ۱۳۹۹ کتابخانه مجازی کتابخانه مرکزی و مرکز اسناد دانشگاه تهران اقدام به انتشار متن بیش از ۴۱٬۰۰۰ رساله دکتری و پایان‌نامه‌های کارشناسی ارشد کرد. بیش از ۱۲ هزار نسخه از نسخ خطی ارزشمند کتابخانه مرکزی به‌صورت رایگان منتشر شده و قابل دانلود است.

## ارتباط با کتابخانه‌های دیگر
دانشگاه تهران در پردیس‌ها، دانشکده‌ها و موسسات مختلف خود، بیش از ۶۰ کتابخانه دارد. در سال ۱۳۷۴ اساسنامه شورای هماهنگی کتابخانه‌های دانشگاه تهران با هدف ارتقا و روزآمد کردن منابع اطلاعاتی و خدمات اطلاع‌رسانی کتابخانه‌های دانشگاه تهران به منظور پیشبرد کیفیت و کمیت پژوهش و آموزش به تصویب رسید. این شورا تحت مدیریت رئیس کتابخانه مرکزی و با همکاری روسای کتابخانه‌ها به برنامه‌ریزی برای یکپارچگی و هماهنگی امور کتابخانه‌ها است. شورای هماهنگی دارای ۵ کمیته فرعی است.
طبق آیین‌نامه کتابخانه مرکزی دانشگاه تهران، همه پژوهشگران و دانشجویان تحصیلات تکمیلی دیگر دانشگاه‌ها می‌توانند از منابع این کتابخانه استفاده کنند. کتابخانه مرکزی با دیگر کتابخانه‌های ایران در ارتباط است و با عضویت در کمیته ملی حافظه جهانی، کنسرسیوم محتوای ملی، ایفلا و سامانه حافظه ملی ایرانیان به‌طور گسترده در این زمینه فعالیت می‌کند.

## مدیران
| فهرست مدیران کتابخانه مرکزی و مرکز اسناد دانشگاه تهران |                         |            | |
| مدیر                                                   | آغاز دوره (سال خورشیدی) | پایان دوره | رئیس وقت دانشگاه                                                                                             |
| ایرج افشار                                             | ۱۳۴۳                    | ۱۳۵۷       | جهانشاه صالح فضل‌الله رضا علی‌نقی عالیخانی هوشنگ نهاوندی احمد هوشنگ شریفی قاسم معتمدی عبدالله شیبانی محمد ملکی |
| ابوالفضل قاسمی                                         | ۱۳۵۸                    | ۱۳۵۸       | محمد ملکی |
| اسماعیل حاکمی والا                                     | ۱۳۵۸                    | ۱۳۶۳       | محمد ملکی حسن عارفی علی مهدی‌زاده شهری ابوالقاسم گرجی عباس شیبانی بهمن یزدی صمدی                              |
| سید محمدمهدی جعفری                                     | ۱۳۶۳                    | ۱۳۶۶       | بهمن یزدی صمدی محمد فرهادی اسماعیل آوینی حسین فروتن                                                          |
| فیروز حریرچی                                           | ۱۳۶۶                    | ۱۳۷۰       | حسین فروتن محمد رحیمیان                                                                                      |
| جلیل تجلیل                                             | ۱۳۷۰                    | ۱۳۷۶       | محمد رحیمیان غلامعلی افروز محمدرضا عارف                                                                      |
| علی اکبر عنایتی                                        | ۱۳۷۶                    | ۱۳۸۳       | سید منصور خلیلی عراقی رضا فرجی‌دانا                                                                           |
| محمد صادق ضیایی                                        | ۱۳۸۳                    | ۱۳۸۵       | رضا فرجی‌دانا عباسعلی عمید زنجانی                                                                             |
| علی افخمی                                              | ۱۳۸۵                    | ۱۳۸۶       | عباسعلی عمید زنجانی                                                                                          |
| فاطمه فهیم نیا                                         | ۱۳۸۶                    | ۱۳۹۳       | فرهاد رهبر محمدحسین امید                                                                                     |
| علی اصغر پور عزت                                       | ۱۳۹۳                    | ۱۳۹۶       | محمود نیلی احمدآبادی سید محمد مقیمی                                                                          |
| رسول جعفریان                                           | ۱۳۹۶                    | ۱۴۰۰       | محمود نیلی احمدآبادی سید محمد مقیمی                                                                          |
| فاطمه ثقفی                                             | ۱۴۰۰                    | ۱۴۰۳       | سید محمد مقیمی                                                                                               |
| رسول جعفریان                                           | ۱۴۰۳                    | تاکنون     | |